# Casa al carrer Marquès de Palmerola, 25 (les Masies de Voltregà)
La Casa al carrer Marquès de Palmerola, 25 és una obra de les Masies de Voltregà (Osona) inclosa a l'Inventari del Patrimoni Arquitectònic de Catalunya.

## Descripció
Edifici entre mitgeres de planta baixa i dos pisos. A la planta baixa hi ha una porta i una finestra amb brancals i llinda de pedra; al primer pis hi ha dos balcons amb la mateixa disposició de brancals i llinda que les obertures inferiors, però amb una decoració a la llinda de motllures a trams còncaus i convexos, envoltant una roseta realitzada en baix relleu. Presenten també baranes amb brèndoles de ferro forjat decorades. Al segon pis, dues finestres quadrada amb una petita barana de ferro forjat decorat. La façana acaba amb una barbacana sostinguda per mènsules de fusta.